# Jacob Glas
Jacob Glas, född 2 juli 1993, är en före detta svensk innebandyspelare som spelade för National League B-klubben Kloten-Dietlikon Jets och National League A-klubben UHC Waldkirch-St. Gallen.

## Karriär

### BK Sundsvall
Glas spelade under säsongen 2009/2010 med BK Sundsvalls andralag i division 4. Under följande säsong (2010/2011) gjorde han debut för BK Sundsvalls A-lag i division 2, där han kom att tillbringa ytterligare en säsong samtidigt som han spelade ett par matcher med juniorlaget. 

### Sundsvall City IBC
Mellan 2012 och 2014 spelade Glas för division 2-klubben Sundsvall City IBC. 

### Granlo BK
År 2014 spelade Glas för Granlo BK och registrerade en match i svenska toppdivisionen. Samtidigt som han spelade för Granlo BK lånades Glas ut och representerade Ankarsvik BK i ett antal matcher. 

### Storvreta IBK
Efter säsongerna i Ankarsvik BK signerade Glas 2016 ett kontrakt med SSL-laget Storvreta IBK, där han kom att fortsätta spela mellan säsongerna 2016–2020. Under sin tid i Storvreta var Glas med och vann två SM-guld och en Europacup-titel. 

### UHC Kloten Dietlikon Jets
Den 12 maj 2020 annonserade Sports Medium ProFloorball att den Sundsvallsfödde backen hade blivit trejdad till den schweiziska NLB-klubben UHC Kloten-Dietlikon Jets. Laget gick dagen efter ut och bekräftade övergången.

### UHC Waldkirch-St.Gallen
Efter avbrott i NLB på grund av Corona-pandemin lånades Glas ut av Jets till NLA-laget UHC Waldkirch-St. Gallen och noterade sin första match den 16 januari 2021 mot HC Rychenberg Winterthur.